# 10828 Tomjones
10828 Tomjones este un asteroid din centura principală de asteroizi.

## Descriere
10828 Tomjones este un asteroid din centura principală de asteroizi. A fost descoperit pe 8 octombrie 1993 la Kitt Peak National Observatory în cadrul proiectului Spacewatch. Asteroidul prezintă o orbită caracterizată de o semiaxă mare de 2,20 ua, o excentricitate de 0,23 și o înclinație de 3,0° în raport cu ecliptica.